# 有坂真宵
有坂 真宵（ありさか まよい、2000年1月1日 - ）は、日本のAV女優。C-more ENTERTAINMENT所属。

## 略歴
明日花キララや三上悠亜に憧れ、興味が湧いて事務所に連絡をしたのがデビューのきっかけ。
2020年4月、自身のTwitterを開始すると同時に5月16日に配信特化型アダルトビデオメーカー・FALENOの専属女優としてAVデビューすることを発表。

## 人物
- 山口県出身[1]。

- 趣味はアニメ・ゲーム、特技はモノマネ・お菓子作り[1]。

- もともとアニメなどの二次元系が好きだったこともあり、経験人数は19歳の時に処女を捨てたくて焦って作った彼氏1人のみである。なおその彼氏とはAVデビュー前に別れている[3]。

- オナニーのオカズには二次元系のほか、素人系のAVも使う。本人曰く「エッチな目線で見る相手はもっぱら知らない素人さん」[5]。

- 下の名前の「真宵」（まよい）は西尾維新によるファンタジー小説でありテレビアニメ化もされた『化物語』の八九寺真宵から取っている[5]。

## 出演作品

### アダルトビデオ

#### FALENO star専属期間
| H-NEXT配信日                                 | DVD発売日      | タイトル                                                                  | DVD品番   | 備考       |
| -------------------------------------------- | -------------- | ------------------------------------------------------------------------- | --------- | ---------- |
| 2020年5月16日                                | 2020年6月25日  | 新人身長152cm＼ちっちゃい／まんまるGカップ＼おっきい／有坂真宵AVDEBUT     | FSDSS-053 |            |
| 2020年6月13日                                | 2020年7月23日  | 生まれてはじめての恥ずかしパイズリ                                        | FSDSS-066 |            |
| 2020年7月25日                                | 2020年8月27日  | 溜め込んだ性知識を兄のチ○ポで試しまくりまくるうちの妹                     | FSDSS-085 |            |
| 2020年8月8日                                 | 2020年9月10日  | おはようからおやすみまでちん○んを見つめる。常時発情ご奉仕メイド           | FSDSS-094 |            |
| 2020年9月7日                                 | 2020年10月8日  | 性が染み込んだぐちゃとろけ交尾                                            | FSDSS-109 |            |
| 2020年10月5日 (Vol.1) 2020年10月19日 (Vol.2) | 2020年11月12日 | ドキドキ潮♪とおしっこ♡性交                                                | FSDSS-123 |            |
| 2020年11月3日 (Vol.1) 2020年11月17日 (Vol.2) | 2020年12月10日 | Gcup美少女はじめての泡々あそびっこソープらんど                            | FSDSS-135 |            |
| 2020年12月2日（前編） 2020年12月16日（後編） | 2021年1月8日   | 嫁の連れ子のオナニーぐせをやめさせ教育的SEX                               | FSDSS-150 |            |
| 2021年1月5日 (Vol.1) 2021年1月19日 (Vol.2)   | 2021年2月11日  | 粘着変態達に愛された生涯痴漢被害美少女                                    | FSDSS-167 |            |
| 2021年2月3日（前編） 2021年2月17日（後編）   | 2021年3月11日  | 世界が終わるほどの大イカせ                                                | FSDSS-182 |            |
| 2021年3月3日 (Vol.1) 2021年3月17日 (Vol.2)   | 2021年4月8日   | べろちゅぱ濃蜜フェラチオ                                                  | FSDSS-200 |            |
| 2021年4月8日                                 | 2021年5月7日   | 常にクリこね 常に絶頂寸前 挿れたら瞬殺即イキセックス                      | FSDSS-221 |            |
| 2021年9月30日                                | 2021年10月21日 | 超ミニマム童顔巨乳のパイパン美少女! 有坂真宵の初体験を完全収録ベスト8時間 | FCDSS-017 | 女優ベスト |

### イメージDVD
| 発売日  | タイトル                       | 規格品番 | 規格品番  | メーカー | 備考   |
| 発売日  | タイトル                       | DVD      | BD        | メーカー | 備考   |
| 2020年  | 2020年                         | 2020年   | 2020年    | 2020年   | 2020年 |
| ------- | ------------------------------ | -------- | --------- | -------- | ------ |
| 9月24日 | Mayoi 不思議の国のまよいちゃん | REBD-494 | REBDB-480 | REbecca  |        |

## 書籍・その他

### デジタル写真集
- ファレノALLSTARS HEAVEN（2020年8月3日、小学館、撮影：松田忠雄）※FALENO star専属女優による写真集。
- GRAPHIS傑作選 今いちばん美しいヌード 2（2021年5月17日、小学館）※オムニバス写真集

### Webグラビア
- Graphis Gals「Cute & Sexy」（2020年7月、グラフィス、撮影：関純一、浜田一喜）